# Vester Torup
Vester Torup er en by i Han Herred med 241 indbyggere  (2024), beliggende 3 km vest for Klim, 9 km vest for Fjerritslev, 36 km nordøst for Thisted og 40 km vest for kommunesædet Aabybro. Byen hører til Jammerbugt Kommune og ligger i Region Nordjylland. I 1970-2006 hørte byen til Fjerritslev Kommune.
Vester Torup hører til Vester Torup Sogn. Torup Kirke ligger i byen. Lokalt benyttes mest stavemåden Vester Thorup.

## Faciliteter
Folkeskole, friskole og daginstitutioner findes i Klim, men LokalBrugsen ligger i Vester Torup. De to byer er fælles om Thorup-Klim Boldklub og Thorup-Klim Ungdoms- Og Gymnastikforening. De benytter Thorup-Klim Hallen i Klim til indendørs sport. Boldklubben har stadion og klubhus i Vester Torup.
I 2010 blev den gamle Thorup Håndværker- og Borgerforening omdannet til Vester Thorup og Omegns Landsbyforening. Foreningen har totalrenoveret Vester Thorup Forsamlingshus og udlejer det. Den arrangerer fællesspisning, fester, foredrag og koncerter. Foreningen står for byens flagalle og arbejder på en grøn samlingsplads midt i byen, hvor kroen lå.

## Historie

### Landsbyen
Vester Torup landsby bestod i 1682 af 19 gårde, 4 huse med jord og 18 huse uden jord. Det samlede dyrkede areal udgjorde 272,8 tønder land skyldsat til 107,95 tønder hartkorn. Dyrkningsformen var alsædebrug..
I 1901 blev Vester Torup beskrevet således: "Torup, ved Landevejen, med Kirke, Præstegd. (fra 1820), Skole, Mølle og Statstelefonstation". På det lave målebordsblad fra 1900-tallet ses desuden hotel, mejeri, bageri og telefoncentral.

### Stationsbyen
Vester Torup havde station på Thisted-Fjerritslev Jernbane (1904-1969). Den blev kaldt Thorup Station for at undgå forveksling med Torup på Frederiksværkbanen. Stationen havde krydsningsspor og separat læssespor med rampe og et kort stikspor.
Stationsbygningen er bevaret på Stationsvej 10. Banens tracé er bevaret som grusveje fra Toftholmvej 3 km mod vest til Vustholmevej og fra enden af Stationsvej ½ km mod øst.

### Genforeningssten
Hvor Thorup Strandvej munder ud i Thistedvej, står en sten der blev afsløret 9. juli 1920 til minde om Genforeningen i 1920.

### Skolerne
Den gamle skole fra 1917 havde én klasse og en lærerbolig. I 1942 blev der bygget en kommuneskole i tre længer med klasselokaler, gymnastiksal og to lærerboliger. Den lukkede i 1993, og eleverne blev samlet på Thorup-Klim Skole i Klim.
Den daværende Fjerritslev Kommune solgte for 1 kr. skolebygningen til en selvejende institution, der i 1995 åbnede Vester Thorup Efterskole, som havde fokus på musik og drama. Der var opført en elevﬂøj med 16 værelser, en spisesal og et institutionskøkken. Der blev lagt nyt tag på hele hovedbygningen, 1. sal blev udnyttet med klasse- gruppe- og fællesrum, gymnastiksalen blev udbygget til det tredobbelte som en multisal, en ny foyer sammenføjede elevﬂøj og hovedbygning, elevﬂøjen ﬁk seks nye værelser og et nyt fysiklokale blev opført.
Men elevtallet faldt, og i 2012 lukkede efterskolen. I 2015-17 var der asylcenter i bygningen. 1. maj 2017 gik en skolekreds med 65 medlemmer i gang med at oprette højskole. Alle klasselokaler, fællesrum, spisesal, køkken, multisal var møblerede og intakte, stort set klar til undervisning efter en oprydning og rengøring. Med donationer til maling og frivilliges indsats blev alle værelser malet og klargjort, så Vester Thorup Højskole kunne afholde sit første korte kursus i juli 2017. Klim Sparekasse stillede halvdelen af sikkerheden, og den anden halvdel blev stillet af 130 borgere, fortrinsvis lokale.